# Соловьёв, Михаил Петрович
 Михаил Петрович Соловьёв  (30 октября (11 ноября) 1841 или 1842, Санкт-Петербург — 8 (21) января 1901, Санкт-Петербург) — российский государственный деятель; член-редактор Варшавской юридической комиссии (1867—1873), член совета и исполняющий должность начальника (1896—1899) Главного управления по делам печати; художник-миниатюрист и искусствовед.

## Биография
Родился 30 октября (11 ноября) 1841 или 1842 года; в разных источниках указан разный год рождения М. П. Соловьёва (при совпадении числа и месяца). В «Альманахе…» Гольдберга указан 1842 год, в «Петербургском некрополе …» — 1841.
Окончив в 1863 году юридический факультет Императорского Московского университета со званием кандидата права, 18 февраля 1864 года поступил на государственную службу младшим чиновником особых поручений при гродненском губернаторе. В том же году был назначен мировым посредником 2-го участка Белостокского уезда. За особенно полезное участие в административных распоряжениях правительства в Западном крае во время польского восстания, был награждён бронзовой медалью. В 1866 году перемещён в учреждённую при главном начальнике Северо-Западного края комиссию по крестьянским делам на должность секретаря. В этом же году состоял председателем Белостокско-Бельского мирового съезда и Белостокско-Сокольской поверочной комиссии, после закрытия которой, исполнял должность председателя Бельского мирового съезда.
В 1867 году причислен к Собственной Его Императорского Величества канцелярии по делам Царства Польского сверх штата, с откомандированием для занятии в Варшавскую юридическую комиссию в качестве члена редактора. В 1870 году был награждён орденом Св. Анны 2-й степени.
Оставив службу 1 апреля 1873 года, он вернулся в Москву и в течение восьми лет был присяжным поверенным по Московскому судебному округу.
Вновь вступил в службу 29 октября 1881 года, Высочайшим приказом был определён старшим помощником юрисконсульта Военного министерства. В 1890 году был назначен делопроизводителем канцелярии министерства с производством в чин статского советника. В 1891 году он стал активным членом ИППО, членом Совета Общества и председателем Отделения пособия православным паломникам.
С 1896 года состоял на службе в Министерстве внутренних дел: 25 мая был назначен членом совета Главного управления по делам печати (сверх штата) с производством в действительные статские советники. Временно исполнял должность начальника главного управления по делам печати. Время его управления было обильно предостережениями и приостановками органов периодической печати. Эти три с половиной года способствовали появлению самых противоречивых оценок М. П. Соловьева как государственного деятеля и государственного чиновника. Так, например, главный хранитель музея и библиотеки Общества любителей древней письменности Е. Н. Опочинин в своих воспоминаниях охарактеризовал М. П. Соловьева как «человека малодушного, злого, коварного», «притом ещё узкого, малообразованного и от природы неумного», «вскормленного канцелярщиной, погруженного в рутину», «давившего немилосердно на злосчастную русскую печать». Главный редактор литературного журнала «Ежемесячные сочинения», критик и переводчик И. И. Ясинский, отмечал, что М. П. Соловьев «производил впечатление вообще несколько сухого человека, но крайне убежденного», что он «был интересным человеком». Но, к сожалению, «как начальник печати, он сумел возбудить против себя почти всю пишущую братию, но именно потому, что он также относился пренебрежительно к газетам, как, обыкновенно, относимся все мы сами». Русский философ и мыслитель В. В. Розанов характеризовал его как «одного из самых честных людей», как «прекраснейшего человека, правдивого, сурового, редко-доброго».
Получил также известность как художник-миниатюрист и автор статей об искусстве, публиковавшихся в «Вестнике изящных искусств», а также в «Московских ведомостях», где вёл постоянную рубрику «Петербургские художественные новости». Также он активно сотрудничал и с «Русским обозрением», напечатав на его страницах статьи: «Ветхозаветный храм», «Очерки Абиссинии», «По Святой Земле» и «Письма из Италии». В 2000 году несколько акварелей М. П. Соловьева были представлены на выставке Государственного Русского музея «Иисус Христос в христианском искусстве и культуре XIV—XX вв.» и вошли в её каталог.
Последний год своей жизни он был членом Совета министра внутренних дел.
Был награждён орденами Св. Владимира 3-й степени (1887) и Св. Станислава 1-й степени (1899).
Скончался 8 (21) января 1901 года. Был похоронен на Никольском кладбище Александро-Невской лавры. Могила не сохранилась.